# Oldřich Kaiser (diplomat)
Oldřich Kaiser (27. července 1911 Hryzely – 29. února 1988 Praha) byl československý diplomat. Za první republiky pracoval jako úředník pojišťovny a od roku 1936 byl členem KSČ. Po komunistickém převratu v roce 1948 působil v diplomacii, byl československým vyslancem v Mexiku (1948–1952), Itálii (1952–1954) a Argentině (1957–1960). Byl zetěm komunistického prezidenta Antonína Zápotockého.

## Životopis
Byl synem Josefa Kaisera (1883–1925). V roce 1931 maturoval na obchodní akademii a poté pracoval jako úředník pojišťovny Assicurazioni Generali v Terstu. U filiálky této pojišťovny  působil později v Praze a v roce 1936 se stal členem KSČ. Za druhé světové války se zapojil do domácího odboje a po zatčení byl do roku 1945 vězněn v koncentračních táborech v Mauthausenu a Dachau. 
Po roce 1945 byl národním správcem a později náměstkem generálního ředitele Pražské pojišťovny. Po komunistickém puči v roce 1948 vstoupil do služeb ministerstva zahraničí a s podporou svého tchána Antonína Zápotockého prodělal rychlou kariéru. Od června 1948 do března 1952 byl československým vyslancem v Mexiku. Zde v této době na pozici kulturního atašé působil Norbert Frýd, který později zpopularizoval mexické reálie v Československu. V letech 1952–1954 byl Kaiser vyslancem v Itálii a po návratu do Prahy vedl v letech 1954–1957 západoevropský odbor na ministerstvu zahraničí. V letech 1957–1960 byl vyslancem v Argentině, kde zároveň vedl diplomatické zastoupení pro Bolívii. 
V letech 1961–1969 byl tajemníkem Československé komise pro spolupráci s UNESCO. V době pražského jara se mu naskytla příležitost k návratu do diplomatických služeb a v červnu 1969 byl vybrán do funkce československého velvyslance ve Venezuele. Fakticky tam ale neodcestoval a jmenování bylo v únoru 1970 zrušeno. V únoru 1970 byl jmenován velvyslancem v Peru, ale v době nastupující normalizace po stranických prověrkách bylo i toto jmenování zrušeno a Kaiser byl odeslán do penze. 
Zemřel v Praze 29. února 1988, spolu s rodinou je pohřben na Vinohradském hřbitově.
V roce 1937 se oženil s Marií Zápotockou (1911–1954), starší dcerou pozdějšího československého prezidenta Antonína Zápotockého. Marie Kaiserová-Zápotocká strávila v mládí několik let v Sovětském svazu, od roku 1937 byla členkou KSČ a za druhé světové války působila v domácím odboji. Po roce 1945 se angažovala v ženském hnutí a různých funkcích v rámci Komunistické strany, po roce 1949 doprovázela manžela na diplomatických misích a zemřela ve věku 42 let na rakovinu. Jejich syn Jiří Kaiser (1939–1985) byl právníkem.